# بوب بار
بوب بار (بالإنجليزية: Bob Barr) (و. 1948 – م) هو سياسي، ومقدم برامج إذاعية، ومحام من الولايات المتحدة الأمريكية ولد في آيوا سيتي، آيوا.
وهو عضو في الحزب الجمهوري .

## التعليم
تعلم في جامعة جنوب كاليفورنيا، وجامعة جورج واشنطن، وجامعة جورجتاون.

## مناصب وهيئات
أدار وكالة المخابرات المركزية.

## روابط خارجية
- بوب بار على موقع IMDb (الإنجليزية)
- بوب بار على موقع الموسوعة البريطانية (الإنجليزية)
- بوب بار على موقع إن إن دي بي (الإنجليزية)
- بوب بار على موقع قاعدة بيانات الفيلم (الإنجليزية)